# Scorpion (Fernsehserie)/Episodenliste
Diese Episodenliste enthält alle Episoden der US-amerikanischen Dramaserie Scorpion, sortiert nach der US-amerikanischen Erstausstrahlung. Zwischen 2014 und 2018 entstanden in vier Staffeln insgesamt 93 Episoden mit einer Länge von jeweils 42 Minuten.

## Übersicht
| Staffel | Episodenanzahl | Erstausstrahlung USA | Erstausstrahlung USA | Deutschsprachige Erstausstrahlung | Deutschsprachige Erstausstrahlung |
| Staffel | Episodenanzahl | Staffelpremiere      | Staffelfinale        | Staffelpremiere                   | Staffelfinale                     |
| ------- | -------------- | -------------------- | -------------------- | --------------------------------- | --------------------------------- |
| 1       | 22             | 22. September 2014   | 20. April 2015       | 28. Januar 2015                   | 21. Oktober 2015                  |
| 2       | 24             | 21. September 2015   | 25. April 2016       | 20. Januar 2016                   | 21. September 2016                |
| 3       | 25             | 3. Oktober 2016      | 15. Mai 2017         | 25. Januar 2017                   | 27. September 2017                |
| 4       | 22             | 25. September 2017   | 16. April 2018       | 3. Januar 2018                    | 8. August 2018                    |

## Staffel 1
Die Erstausstrahlung der ersten Staffel war vom 22. September 2014 bis zum 20. April 2015 auf dem US-amerikanischen Fernsehsender CBS zu sehen. Die deutschsprachige Erstausstrahlung von 21 Episoden sendete der deutsche Pay-TV-Sender ProSieben Fun vom 28. Januar bis zum 21. Oktober 2015. Die Folge Das Spiel sendete der deutsche Free-TV-Sender Sat.1 am 3. Mai 2015 als deutschsprachige Erstausstrahlung.
| Nr. (ges.) | Nr. (St.) | Deutscher Titel            | Originaltitel           | Erstausstrahlung USA | Deutschsprachige Erstausstrahlung (D) | Regie             | Drehbuch                                 | Zuschauer (USA) |
| ---------- | --------- | -------------------------- | ----------------------- | -------------------- | ------------------------------------- | ----------------- | ---------------------------------------- | --------------- |
| 1          | 1         | Die Genie-Werkstatt        | Pilot                   | 22. Sep. 2014        | 28. Jan. 2015                         | Justin Lin        | Nick Santora                             | 13,99 Mio.      |
| 2          | 2         | Infiziert                  | Single Point of Failure | 29. Sep. 2014        | 4. Feb. 2015                          | Bobby Roth        | David Foster                             | 13,39 Mio.      |
| 3          | 3         | Einzelgänger               | A Cyclone               | 6. Okt. 2014         | 11. Feb. 2015                         | Gary Fleder       | Nick Santora & Nicholas Wootton          | 12,05 Mio.      |
| 4          | 4         | Der Vegas-Job              | Shorthanded             | 13. Okt. 2014        | 18. Feb. 2015                         | Dwight Little     | Elizabeth Beall                          | 11,51 Mio.      |
| 5          | 5         | Kernschmelze               | Plutonium Is Forever    | 20. Okt. 2014        | 25. Feb. 2015                         | Jeff T. Thomas    | Paul Grellong                            | 10,75 Mio.      |
| 6          | 6         | Das Experiment             | True Colors             | 27. Okt. 2014        | 4. März 2015                          | Jeff Hunt         | Rob Pearlstein                           | 10,39 Mio.      |
| 7          | 7         | Der Milliardencode         | Father’s Day            | 3. Nov. 2014         | 11. März 2015                         | Milan Cheylov     | Nick Santora                             | 10,34 Mio.      |
| 8          | 8         | Die Hitmaschine            | Risky Business          | 10. Nov. 2014        | 18. März 2015                         | Matt Earl Beesley | Nicholas Wootton                         | 10,08 Mio.      |
| 9          | 9         | Das Attentat               | Rogue Element           | 17. Nov. 2014        | 25. März 2015                         | Jerry Levine      | Paul Grellong & Kim Rome                 | 10,17 Mio.      |
| 10         | 10        | Glücksbringer              | Talismans               | 24. Nov. 2014        | 1. Apr. 2015                          | Sam Hill          | Alex Katsnelson                          | 9,27 Mio.       |
| 11         | 11        | Ghosts                     | Revenge                 | 8. Dez. 2014         | 8. Apr. 2015                          | Mel Damski        | Elizabeth Beall & David Foster           | 10,00 Mio.      |
| 12         | 12        | Der Felssturz              | Dominoes                | 15. Dez. 2014        | 8. Apr. 2015                          | Omar Madha        | Rob Pearlstein & Nick Santora            | 10,07 Mio.      |
| 13         | 13        | Das Spiel                  | Kill Screen             | 5. Jan. 2015         | 3. Mai 2015                           | Jace Alexander    | Nicholas Wootton & Paul Grellong         | 12,32 Mio.      |
| 14         | 14        | Liebe ist nur Chemie       | Charades                | 18. Jan. 2015        | 26. Aug. 2015                         | Christine Moore   | Rob Pearlstein                           | 12,29 Mio.      |
| 15         | 15        | Der Football               | Forget Me Nots          | 19. Jan. 2015        | 2. Sep. 2015                          | Jann Turner       | Alex Katsnelson & Nick Santora           | 12,08 Mio.      |
| 16         | 16        | Love Boat                  | Love Boat               | 9. Feb. 2015         | 9. Sep. 2015                          | Sam Hill          | Elizabeth Beall & Kim Rome               | 11,86 Mio.      |
| 17         | 17        | In den Händen des Kartells | Going South             | 23. Feb. 2015        | 16. Sep. 2015                         | David Grossman    | Nick Santora & Nicholas Wootton          | 10,69 Mio.      |
| 18         | 18        | Der Schlangenbiss          | Once Bitten, Twice Die  | 9. März 2015         | 23. Sep. 2015                         | Guy Ferland       | David J. North                           | 10,59 Mio.      |
| 19         | 19        | Die Feuerhölle             | Young Hearts Spark Fire | 23. März 2015        | 30. Sep. 2015                         | Mel Damski        | Paul Grellong, Jay Beattie & Dan Dworkin | 9,70 Mio.       |
| 20         | 20        | Risiko                     | Crossroads              | 30. März 2015        | 7. Okt. 2015                          | Kevin Hooks       | David Foster & Rob Pearlstein            | 9,38 Mio.       |
| 21         | 21        | Tod liegt in der Luft      | Cliffhanger             | 13. Apr. 2015        | 14. Okt. 2015                         | Sam Hill          | Nick Santora & Nicholas Wootton          | 9,53 Mio.       |
| 22         | 22        | Auf der Kippe              | Postcards from the Edge | 20. Apr. 2015        | 21. Okt. 2015                         | Milan Cheylov     | Nick Santora & Nicholas Wootton          | 10,71 Mio.      |

## Staffel 2
Die Erstausstrahlung der zweiten Staffel war vom 21. September 2015 bis zum 25. April 2016 auf dem US-amerikanischen Sender CBS zu sehen. Die deutschsprachige Erstausstrahlung sendete der deutsche Pay-TV-Sender ProSieben Fun vom 20. Januar bis zum 21. September 2016.
| Nr. (ges.) | Nr. (St.) | Deutscher Titel                               | Originaltitel                  | Erstausstrahlung USA | Deutschsprachige Erstausstrahlung (D) | Regie             | Drehbuch                                              | Zuschauer (USA) |
| ---------- | --------- | --------------------------------------------- | ------------------------------ | -------------------- | ------------------------------------- | ----------------- | ----------------------------------------------------- | --------------- |
| 23         | 1         | Das Comeback                                  | Satellite of Love              | 21. Sep. 2015        | 20. Jan. 2016                         | Sam Hill          | Nick Santora & Nicholas Wootton                       | 11,09 Mio.      |
| 24         | 2         | Cuba Libre                                    | Cuba Libre                     | 28. Sep. 2015        | 27. Jan. 2016                         | Mel Damski        | Rob Pearlstein & Nick Santora                         | 9,49 Mio.       |
| 25         | 3         | Den Tod überlebt                              | Fish Filet                     | 5. Okt. 2015         | 3. Feb. 2016                          | Omar Madha        | Paul Grellong and Nick Santora                        | 9,95 Mio.       |
| 26         | 4         | Schiffe versenken                             | Robots                         | 12. Okt. 2015        | 10. Feb. 2016                         | Sylvain White     | David Foster & Nicholas Wootton                       | 9,40 Mio.       |
| 27         | 5         | Super Fun Guys                                | Super Fun Guys                 | 19. Okt. 2015        | 17. Feb. 2016                         | Bobby Roth        | Adam Higgs & Nick Santora                             | 9,46 Mio.       |
| 28         | 6         | Der Wurm (Teil 1) Brennendes Inferno (Teil 2) | Tech, Drugs, and Rock ’n’ Roll | 26. Okt. 2015        | 24. Feb. 2016 (1) 2. Mär. 2016 (2)    | Sam Hill          | Elizabeth Davis Beall & Nicholas Wootton              | 9,69 Mio.       |
| 29         | 7         | Außer Kontrolle                               | Crazy Train                    | 2. Nov. 2015         | 9. März 2016                          | Jeff T. Thomas    | Kevin J. Hynes & Nick Santora                         | 9,51 Mio.       |
| 30         | 8         | Area 51                                       | Area 51                        | 9. Nov. 2015         | 16. März 2016                         | Carey Meyer       | Kim Rome & Nicholas Wootton                           | 9,34 Mio.       |
| 31         | 9         | Im Dienste ihrer Majestät                     | US vs UN vs UK                 | 16. Nov. 2015        | 23. März 2016                         | Omar Madha        | Scott Sullivan & Nick Santora                         | 9,16 Mio.       |
| 32         | 10        | Kommen und gehen                              | Arrivals and Departures        | 23. Nov. 2015        | 30. März 2016                         | Sam Hill          | Aadrita Mukerji & Nicholas Wootton                    | 8,95 Mio.       |
| 33         | 11        | Zurück aufs College                           | The Old College Try            | 30. Nov. 2015        | 6. Apr. 2016                          | Christine Moore   | Rob Pearlstein & Nick Santora                         | 9,30 Mio.       |
| 34         | 12        | Der Damm                                      | Dam Breakthrough               | 14. Dez. 2015        | 29. Juni 2016                         | Adam Rodriguez    | Paul Grellong & Nicholas Wootton                      | 9,28 Mio.       |
| 35         | 13        | Ewiges Eis                                    | White Out                      | 4. Jan. 2016         | 6. Juli 2016                          | Jeff Hunt         | David Foster & Nick Santora                           | 11,67 Mio.      |
| 36         | 14        | Die Sonnenkanone                              | Sun of a Gun                   | 18. Jan. 2016        | 13. Juli 2016                         | Dwight Little     | Adam Higgs                                            | 11,60 Mio.      |
| 37         | 15        | Die Rakete                                    | Da Bomb                        | 25. Jan. 2016        | 20. Juli 2016                         | Steven A. Adelson | Kim Rome                                              | 10,69 Mio.      |
| 38         | 16        | Die Erde bebt                                 | Fractured                      | 8. Feb. 2016         | 27. Juli 2016                         | Christine Moore   | Matthew Davis & Nick Santora                          | 11,36 Mio.      |
| 39         | 17        | Krieg der Drohnen                             | Adaptation                     | 22. Feb. 2016        | 3. Aug. 2016                          | Sam Hill          | Scott Sullivan Idee: Scott Sullivan & Aadrita Mukerji | 9,87 Mio.       |
| 40         | 18        | Der allerletzte Coup                          | The Fast & the Nerdiest        | 29. Feb. 2016        | 10. Aug. 2016                         | Don Tardino       | Kevin J. Hynes                                        | 9,87 Mio.       |
| 41         | 19        | Jede Sekunde zählt                            | Ticker                         | 14. März 2016        | 17. Aug. 2016                         | Mel Damski        | Rob Pearlstein                                        | 8,76 Mio.       |
| 42         | 20        | Mutprobe in Dschibouti                        | Djibouti Call                  | 21. März 2016        | 24. Aug. 2016                         | Omar Madha        | David Foster                                          | 8,65 Mio.       |
| 43         | 21        | Im Auge des Sturms                            | Twist and Shout                | 28. März 2016        | 31. Aug. 2016                         | Christine Moore   | Paul Grellong                                         | 8,74 Mio.       |
| 44         | 22        | Einbruch in Fort Knox                         | Hard Knox                      | 11. Apr. 2016        | 7. Sept. 2016                         | Omar Madha        | Scott Sullivan                                        | 8,60 Mio.       |
| 45         | 23        | Zurück nach Tschernobyl                       | Chernobyl Intentions           | 18. Apr. 2016        | 14. Sept. 2016                        | Jeff T. Thomas    | Nick Santora & Nicholas Wootton                       | 8,35 Mio.       |
| 46         | 24        | Duell der Genies                              | Toby or Not Toby               | 25. Apr. 2016        | 21. Sept. 2016                        | Sam Hill          | Nick Santora & Nicholas Wootton                       | 8,98 Mio.       |

## Staffel 3
Die Erstausstrahlung der dritten Staffel war vom 3. Oktober 2016 bis zum 15. Mai 2017 auf dem US-amerikanischen Sender CBS zu sehen. Die deutschsprachige Erstausstrahlung sendete der deutsche Pay-TV-Sender ProSieben Fun vom 25. Januar bis 27. September 2017.
| Nr. (ges.) | Nr. (St.) | Deutscher Titel            | Originaltitel                      | Erstausstrahlung USA | Deutschsprachige Erstausstrahlung (D) | Regie              | Drehbuch                                            | Zuschauer (USA) |
| ---------- | --------- | -------------------------- | ---------------------------------- | -------------------- | ------------------------------------- | ------------------ | --------------------------------------------------- | --------------- |
| 47         | 1         | Mit den eigenen Waffen (1) | Civil War                          | 3. Okt. 2016         | 25. Jan. 2017                         | Sam Hill           | Nick Santora & Nicholas Wootton                     | 8,30 Mio.       |
| 48         | 2         | Mit den eigenen Waffen (2) | More Civil War                     | 3. Okt. 2016         | 1. Feb. 2017                          | Jeffrey Hunt       | Nick Santora & Nicholas Wootton                     | 8,30 Mio.       |
| 49         | 3         | Omelette Surprise          | It Isn’t the Fall That Kills You   | 10. Okt. 2016        | 8. Feb. 2017                          | Sanford Bookstaver | Nick Santora & Scott Sullivan                       | 7,05 Mio.       |
| 50         | 4         | Außenseiter                | Little Boy Lost                    | 17. Okt. 2016        | 15. Feb. 2017                         | Steven A. Adelson  | Rob Pearlstein & Nick Wootton                       | 7,17 Mio.       |
| 51         | 5         | Nachts im Museum           | Plight at the Museum               | 24. Okt. 2016        | 22. Feb. 2017                         | Christine Moore    | Paul Grellong & Nick Santora                        | 7,03 Mio.       |
| 52         | 6         | Die Fledermaushöhle        | Bat Poop Crazy                     | 31. Okt. 2016        | 1. März 2017                          | Omar Madha         | David Foster & Nicholas Wootton                     | 6,51 Mio.       |
| 53         | 7         | Jede Stimme zählt          | We’re Gonna Need a Bigger Vote     | 7. Nov. 2016         | 8. März 2017                          | Sam Hill           | Elizabeth Davis Beall & Nick Santora                | 6,92 Mio.       |
| 54         | 8         | Die irische Wolke          | Sly and the Family Stone           | 14. Nov. 2016        | 15. März 2017                         | Jeff Hunt          | Adam Higgs & Nicholas Wootton                       | 7,22 Mio.       |
| 55         | 9         | Heiße Fracht               | Mother Load                        | 21. Nov. 2016        | 22. März 2017                         | Jeff T. Thomas     | Kevin J. Hynes                                      | 7,07 Mio.       |
| 56         | 10        | Gefangen im Teer           | This is the Pits                   | 12. Dez. 2016        | 29. März 2017                         | Sam Hill           | Kim Rome & Nicholas Wootton                         | 6,98 Mio.       |
| 57         | 11        | Hüttenzauber               | Wreck the Halls                    | 19. Dez. 2016        | 5. Apr. 2017                          | Milan Cheylov      | Scott Sullivan                                      | 7,53 Mio.       |
| 58         | 12        | Cabe auf Eis               | Ice Ca-Cabes                       | 2. Jan. 2017         | 12. Apr. 2017                         | Jeff T. Thomas     | David Foster & Nick Santora                         | 7,37 Mio.       |
| 59         | 13        | Falschgeld                 | Faux Money Maux Problems           | 16. Jan. 2017        | 5. Juli 2017                          | Omar Madha         | Aadrita Mukerji & Nicholas Wootton                  | 7,81 Mio.       |
| 60         | 14        | Unterwelt                  | The Hole Truth                     | 23. Jan. 2017        | 12. Juli 2017                         | Sam Hill           | Rob Pearlstein Idee: Matthew David & Rob Pearlstein | 7,77 Mio.       |
| 61         | 15        | Schwimmen oder ertrinken   | Sharknerdo                         | 6. Feb. 2017         | 19. Juli 2017                         | Tim Story          | Elizabeth Davis Beall                               | 7,76 Mio.       |
| 62         | 16        | Grüne Bohnen               | Keep It In Check, Mate             | 13. Feb. 2017        | 26. Juli 2017                         | Christine Moore    | Kim Rome                                            | 7,24 Mio.       |
| 63         | 17        | Der Grönland-Trip          | Dirty Seeds, Done Dirt Cheap       | 20. Feb. 2017        | 2. Aug. 2017                          | Jeff T. Thomas     | Adam Higgs                                          | 7,19 Mio.       |
| 64         | 18        | Das Plastikgefängnis       | Don’t Burst My Bubble              | 27. Feb. 2017        | 9. Aug. 2017                          | Omar Madha         | April E. Brassard & Nicholas Wootton                | 6,88 Mio.       |
| 65         | 19        | Das Amazonas-Virus         | Monkey See, Monkey Poo             | 13. März 2017        | 16. Aug. 2017                         | Don Tardino        | Scott Sullivan                                      | 6,61 Mio.       |
| 66         | 20        | Zwei am Stahlseil          | Broken Wind                        | 20. März 2017        | 23. Aug. 2017                         | Steven A. Adelson  | Caitlin Duffy & Nick Santora                        | 6,46 Mio.       |
| 67         | 21        | Der Asteroid               | Rock Block                         | 10. Apr. 2017        | 30. Aug. 2017                         | Antonio Negret     | David Foster                                        | 6,40 Mio.       |
| 68         | 22        | Kein Leben auf dem Mars    | Strife on Mars                     | 17. Apr. 2017        | 6. Sep. 2017                          | Jeff Hunt          | Kevin J. Hynes                                      | 6,59 Mio.       |
| 69         | 23        | Hochzeit mit Hindernissen  | Something Burrowed, Something Blew | 1. Mai 2017          | 13. Sep. 2017                         | Christine Moore    | Aadrita Mukerji & Nick Santora                      | 7,11 Mio.       |
| 70         | 24        | Gestrandet                 | Maroon 8                           | 8. Mai 2017          | 20. Sep. 2017                         | Milan Cheylov      | Paul Grellong                                       | 7,52 Mio.       |
| 71         | 25        | Ein Wort mit S             | Scorp Family Robinson              | 15. Mai 2017         | 27. Sep. 2017                         | Sam Hill           | Nick Santora & Nicholas Wootton                     | 7,89 Mio.       |

## Staffel 4
Die Erstausstrahlung der vierten Staffel war vom 25. September 2017 bis zum 16. April 2018 auf dem US-amerikanischen Sender CBS zu sehen. Die deutschsprachige Erstausstrahlung sendete der deutsche Pay-TV-Sender ProSieben Fun vom 3. Januar bis zum 8. August 2018.
| Nr. (ges.) | Nr. (St.) | Deutscher Titel                | Originaltitel                                            | Erstausstrahlung USA | Deutschsprachige Erstausstrahlung (D) | Regie              | Drehbuch                         | Zuschauer (USA) |
| ---------- | --------- | ------------------------------ | -------------------------------------------------------- | -------------------- | ------------------------------------- | ------------------ | -------------------------------- | --------------- |
| 72         | 1         | Das Himmelfahrtskommando (1)   | Extinction                                               | 25. Sep. 2017        | 3. Jan. 2018                          | Sam Hill           | Nick Santora & Nicholas Wootton  | 5,75 Mio.       |
| 73         | 2         | Das Himmelfahrtskommando (2)   | More Extinction                                          | 2. Okt. 2017         | 10. Jan. 2018                         | Sam Hill           | Nick Santora & Nicholas Wootton  | 5,27 Mio.       |
| 74         | 3         | Rettet das Reh!                | Grow a Deer, a Female Deer                               | 9. Okt. 2017         | 17. Jan. 2018                         | Milan Cheylov      | David Foster & Nick Santora      | 4,82 Mio.       |
| 75         | 4         | Wie der Korken aus der Flasche | Nuke Kids on the Block                                   | 16. Okt. 2017        | 24. Jan. 2018                         | Elodie Keene       | Paul Grellong & Nicholas Wootton | 4,84 Mio.       |
| 76         | 5         | Schall und Rauch               | Sci Hard                                                 | 23. Okt. 2017        | 31. Jan. 2018                         | Dwight H. Little   | Rob Pearlstein & Nick Santora    | 5,15 Mio.       |
| 77         | 6         | Das Geisterschiff              | Queen Scary                                              | 30. Okt. 2017        | 7. Feb. 2018                          | Omar Madha         | Adam Higgs & Nicholas Wootton    | 4,93 Mio.       |
| 78         | 7         | Satellit 19-K                  | Go with the Flo(rence)                                   | 6. Nov. 2017         | 14. Feb. 2018                         | Sam Hill           | Kevin J. Hynes & Nick Santora    | 5,18 Mio.       |
| 79         | 8         | Das Renaissance-Festival       | Faire Is Foul                                            | 13. Nov. 2017        | 21. Feb. 2018                         | Sanford Bookstaver | Scott Sullivan                   | 4,74 Mio.       |
| 80         | 9         | Die Müllinsel                  | It’s Raining Men (of War)                                | 20. Nov. 2017        | 28. Feb. 2018                         | Antonio Negret     | Kim Rome & Nicholas Wootton      | 5,13 Mio.       |
| 81         | 10        | Gangsterblut                   | Crime Every Mountain                                     | 27. Nov. 2017        | 7. März 2018                          | Sam Hill           | Aadrita Mukerji & Nick Santora   | 5,50 Mio.       |
| 82         | 11        | Rettet Monty!                  | Who Let the Dog Out (’Cause Now It’s Stuck In a Cistern) | 11. Dez. 2017        | 14. März 2018                         | Omar Madha         | David Foster & Nick Santora      | 5,92 Mio.       |
| 83         | 12        | Die Frau der Stunde            | A Christmas Car-Roll                                     | 18. Dez. 2017        | 21. März 2018                         | LeVar Burton       | Paul Grellong & Nicholas Wootton | 5,35 Mio.       |
| 84         | 13        | Dorie ist doof                 | The Bunker Games                                         | 15. Jan. 2018        | 28. März 2018                         | Milan Cheylov      | Rob Pearlstein                   | 5,62 Mio.       |
| 85         | 14        | Das Leuchtturmwochenende       | Lighthouse of the Rising Sun                             | 22. Jan. 2018        | 13. Juni 2018                         | Sam Hill           | Adam Higgs                       | 5,23 Mio.       |
| 86         | 15        | Echte Helden                   | Wave Goodbye                                             | 29. Jan. 2018        | 20. Juni 2018                         | Jeff T. Thomas     | Kevin J. Hynes                   | 5,82 Mio.       |
| 87         | 16        | Vom Winde verweht              | Nerd, Wind & Fire                                        | 5. Feb. 2018         | 27. Juni 2018                         | Bethany Rooney     | Scott Sullivan                   | 5,55 Mio.       |
| 88         | 17        | Genies und Idioten             | Dumbster Fire                                            | 26. Feb. 2018        | 4. Juli 2018                          | Sanford Bookstaver | Aadrita Mukerji                  | 5,06 Mio.       |
| 89         | 18        | Der Fang des Jahrhunderts      | Dork Day Afternoon                                       | 5. März 2018         | 11. Juli 2018                         | Steven A. Adelson  | Paul Grellong                    | 5,51 Mio.       |
| 90         | 19        | Yvonne und die Moskitos        | Gator Done                                               | 19. März 2018        | 18. Juli 2018                         | Omar Madha         | Kim Rome                         | 4,82 Mio.       |
| 91         | 20        | Das Spiel ihres Lebens         | Foul Balls                                               | 26. März 2018        | 25. Juli 2018                         | Nick Santora       | David Foster & Nick Santora      | 4,90 Mio.       |
| 92         | 21        | Der blinde Passagier           | Kenny and the Jet                                        | 9. Apr. 2018         | 1. Aug. 2018                          | Jeff T. Thomas     | Adams Higgs & Rob Pearlstein     | 5,44 Mio.       |
| 93         | 22        | Im Minenfeld                   | A Lie in the Sand                                        | 16. Apr. 2018        | 8. Aug. 2018                          | Sam Hill           | Paul Grellong & Scott Sullivan   | 5,22 Mio.       |